# Ischyja hemiphaea
Ischyja hemiphaea là một loài bướm đêm trong họ Noctuidae.

## Hình ảnh

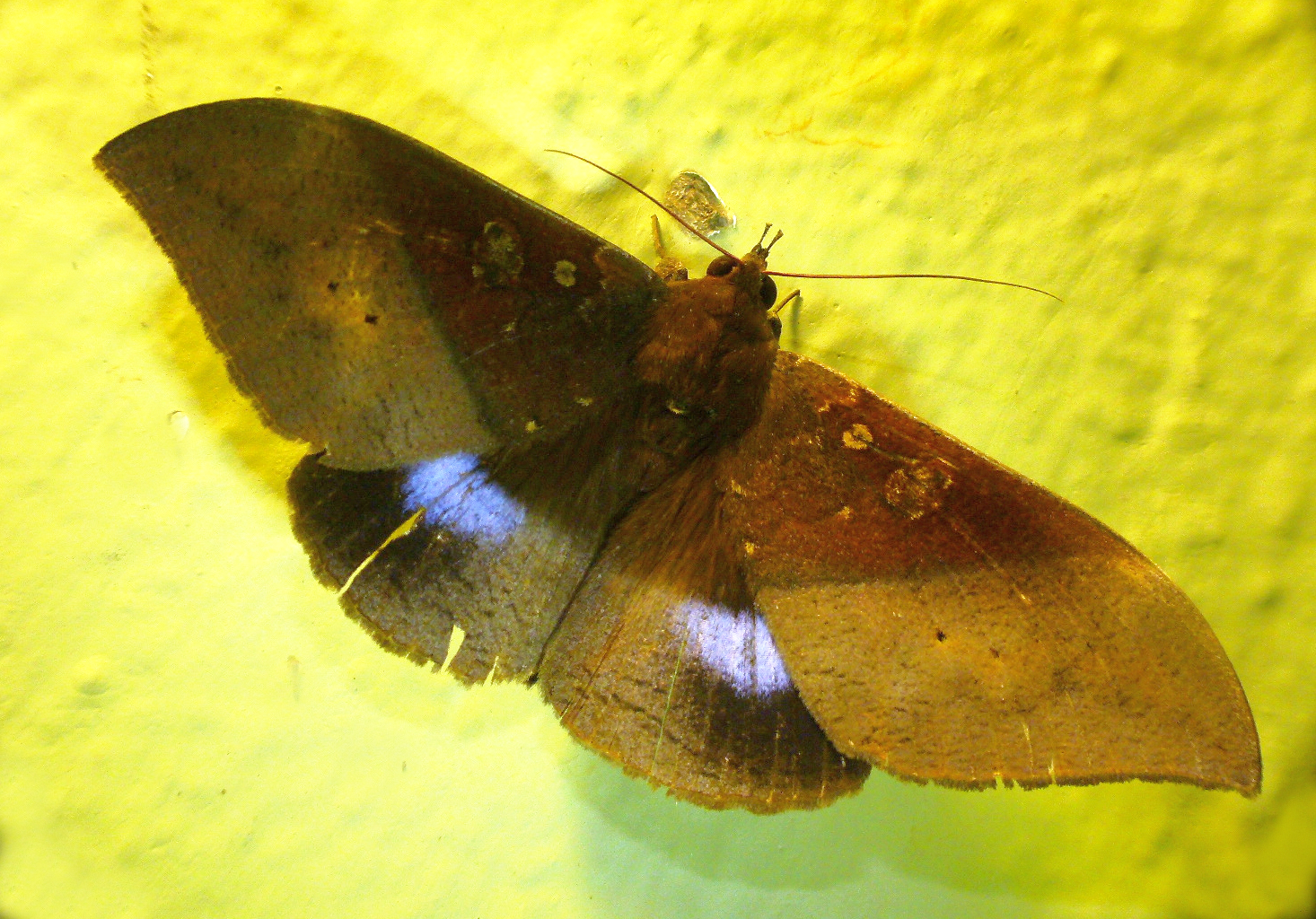